# گلوناس
گلوناس (به روسی:ГЛОНАСС:Глобальная Навигационная Спутниковая Система؛ واج‌نویسی:گلوبالنایا ناویگاتسیونایا سپوتنیکوایا سیستما) یا سامانهٔ ماهواره‌ای ناوبری جهانی، یک سامانهٔ ناوبری ماهواره‌ای بر مبنای موج‌های رادیویی است که به وسیلهٔ نیروی دفاعی هوا-فضای روسیه برای دولت روسیه فعالیت می‌کند. گلوناس، هم مکمل و هم جایگزینی برای سامانهٔ موقعیت‌یاب جهانی ایالات متحدهٔ آمریکا (جی پی اس) می‌باشد و تنها سامانهٔ جایگزین ناوبری می‌باشد که از لحاظ پوشش و دقت با جی پی اس قابل مقایسه است.

## تاریخچه
توسعهٔ گلوناس به وسیلهٔ اتحاد جماهیر شوروی در سال ۱۹۷۶ آغاز شد. با آغاز به کار در ۱۲ اکتبر ۱۹۸۲، موشک‌های متعددی ماهواره‌ها را به سامانه اضافه کردند تا آنجا که مدار در سال ۱۹۹۵ کامل شد. بعد از سال ۲۰۰۰ و در زمان ریاست جمهوری ولادیمیر پوتین، نوسازی سامانه در بالاترین اولویت دولت قرار گرفت و بودجهٔ آن افزایش یافت. گلوناس پرهزینه‌ترین برنامهٔ سازمان فضایی فدرال روسیه است که سومین بودجه‌اش را در سال ۲۰۱۰ مصرف کرد.
تا سال ۲۰۱۰، گلوناس ۱۰۰٪ خاک روسیه و تا سال ۲۰۱۱، با نوسازی کامل مدار به وسیلهٔ ۲۴ ماهواره، کل کرهٔ زمین تحت پوشش قرار گرفت. طراحی‌های ماهواره‌های گلوناس تحت چندین بهینه‌سازی قرار گرفته‌است که آخرین نسخهٔ این بهینه‌سازی‌ها گلوناس-کا می‌باشد.